# Olivier Cigolotti
Olivier Cigolotti, né le 16 août 1963 à Saint-Étienne (Loire), est un homme politique français membre du parti Les Centristes (LC), sénateur de la Haute-Loire.

## Biographie

### Maire de Saint-Romain-Lachalm
Lors des élections municipales de 1995, Olivier Cigolotti est élu maire de Saint-Romain-Lachalm, poste qu'il conservera jusqu'aux élections de 2014, à la suite desquelles il redevient simple conseiller municipal.

### Président de la communauté de communes du pays de Montfaucon
Après la démission de Jean-Pierre Marcon, il devient en 2005 président de la Communauté de communes du pays de Montfaucon. Il démissionne de sa fonction de président en octobre 2017.

### Sénateur de la Haute-Loire
À la suite de la démission de Jean Boyer, prévue de longue date, et dont il fut le suppléant durant 13 ans, Olivier Cigolotti est élu au premier tour de l'élection sénatoriale partielle du 25 janvier 2015 pour lui succéder. Il est réélu sénateur le 24 septembre 2023.